# Lupareve, Jovtnevîi
Lupareve (în ucraineană Лупареве) este un sat în comuna Lîmanî din raionul Jovtnevîi, regiunea Mîkolaiiv, Ucraina.

## Demografie
Componența lingvistică a localității Lupareve
     Ucraineană (94,48%)
     Rusă (4,89%)
     Alte limbi (0,08%)
Conform recensământului din 2001, majoritatea populației localității Lupareve era vorbitoare de ucraineană (94,48%), existând în minoritate și vorbitori de rusă (4,89%).